# Dolichopus altayensis
Dolichopus altayensis är en tvåvingeart som beskrevs av Yang 1998. Dolichopus altayensis ingår i släktet Dolichopus och familjen styltflugor. Inga underarter finns listade i Catalogue of Life.